# Brandão (futebolista nascido em 1941)
José Cândido de Campos (Monte Mor, 22 de novembro de 1941), mais conhecido como Brandão, é um ex-futebolista brasileiro que atuava como zagueiro e meio-campista.
Brandão participou no torneio masculino de futebol nos Jogos Olímpicos de 1960.

## Carreira
Iniciou no futebol de várzea de Santa Bárbara D'Oeste e em 1958 chegou ao juvenil do União Barbarense, chegando ao time principal no ano seguinte.
Em 1959, se transferiu para o Santos. No mesmo ano, participou dos Jogos Olímpicos, em Roma, e na ocasião conheceu o Papa João XVIII, que enviou um presente ao Pelé.
Em 1961, foi Campeão Paulista de Aspirantes e no mesmo ano estreou no time profissional, onde ao todo fez 10 jogos e marcou 1 gol.
Entre em 1961 e 1962, atuou pelo Grêmio, participando de 13 jogos e conquistando o Campeonato Sul-Brasileiro.
Em 1962, chegou à Ferroviária, de Araraquara, onde conquistou o acesso em 1966.
Em 1964, passou pelo Barretos.
Em 1968, atuou pelos Milionários, da Venezuela.
Voltou ao Brasil e atuou pelo Palmeiras de São João da Boa Vista, onde encerrou a carreira em 1975.
Fora dos campos, foi treinador do Palmeiras de São João da Boa Vista, onde foi Campeão da Segunda Divisão do Futebol Paulista em 1976. Também dirigiu o infantil do União Barbarense.